# Atletismo nos Jogos Pan-Americanos de 2007 - Salto em distância masculino
O salto em distância foi um dos eventos do atletismo nos Jogos Pan-Americanos de 2007, no Rio de Janeiro. A prova foi disputada no Estádio Olímpico João Havelange nos dias 23 (classificatória) e 24 de julho (final) com 20 atletas de 16 países.

## Medalhistas
| Ouro   | PAN Irving Saladino   |
| Prata  | CUB Wilfredo Martínez |
| Bronze | USA Bashir Ramzy      |

## Recordes
Recordes mundiais e pan-Americanos antes da disputa dos Jogos Pan-Americanos de 2007.
| Tipo                             | Atleta      | Distância | Local        | Data                 |
| -------------------------------- | ----------- | --------- | ------------ | -------------------- |
|                                  | Mike Powell | 8,95 m    | Tóquio       | 30 de agosto de 1991 |
| Recorde dos Jogos Pan-Americanos | Carl Lewis  | 8,75 m    | Indianápolis | 16 de agosto de 1987 |

## Resultados
- Q: classificação por salto acima de 7.80 m.
- q: classificação por doze melhores saltos no geral.

### Classificatória
A classificatória foi disputada em 23 de julho.
| Grupo A | Grupo A | Grupo A             | Grupo A                   | Grupo A | Grupo A |
| Result. | Result. | Atleta              | País                      | Marca   | Qual.   |
| Pos.    | Geral   | Atleta              | País                      | Marca   | Qual.   |
| ------- | ------- | ------------------- | ------------------------- | ------- | ------- |
| 1       | 1       | Irving Saladino     | PAN Panamá                | 8.38 m  | Q       |
| 2       | 2       | Rogério Bispo       | BRA Brasil                | 8.01 m  | Q       |
| 3       | 3       | Iván Pedroso        | CUB Cuba                  | 7.93 m  | Q       |
| 4       | 5       | Osborne Moxey       | BAH Bahamas               | 7.71 m  | q       |
| 5       | 8       | Allen Simms         | PUR Porto Rico            | 7.54 m  | q       |
| 6       | 11      | Carlos Rafael Jorge | DOM República Dominicana  | 7.40 m  | q       |
| 7       | 17      | Ie Juan Simon       | TRI Trinidad e Tobago     | 7.04 m  |         |
| 8       | 18      | Anthony McGregor    | JAM Jamaica               | 6.86 m  |         |
| 9       | 19      | Joseph Pemberton    | SKN São Cristóvão e Neves | 6.86 m  |         |
| 10      | 20      | Joel Wade           | BIZ Belize                | 5.97 m  |         |

| Grupo B | Grupo B | Grupo B           | Grupo B            | Grupo B | Grupo B |
| Result. | Result. | Atleta            | País               | Marca   | Qual.   |
| Pos.    | Geral   | Atleta            | País               | Marca   | Qual.   |
| ------- | ------- | ----------------- | ------------------ | ------- | ------- |
| 1       | 4       | Erivaldo Vieira   | BRA Brasil         | 7.83 m  | Q       |
| 2       | 6       | Hugo Chila        | ECU Equador        | 7.68 m  | q       |
| 3       | 7       | Louis Tristán     | PER Peru           | 7.55 m  | q       |
| 4       | 9       | Bashir Ramzy      | USA Estados Unidos | 7.49 m  | q       |
| 5       | 10      | Wilfredo Martínez | CUB Cuba           | 7.46 m  | q       |
| 6       | 12      | Jorge Mc Farlane  | PER Peru           | 7.38 m  | q       |
| 7       | 13      | Jermaine Jackson  | JAM Jamaica        | 7.35 m  |         |
| 8       | 14      | Tyrone Smith      | BER Bermudas       | 7.32 m  |         |
| 9       | 15      | Narc Narcisse     | HAI Haiti          | 7.24 m  |         |
| 10      | 16      | Kessel Campbell   | HON Honduras       | 7.08 m  |         |

### Final
A final do salto em distância masculino foi disputada em 24 de julho as 18:35 (UTC-3).
| Pos.              | Atleta              | País                     | 1    | 2    | 3    | 4    | 5    | 6    | Result. |
| ----------------- | ------------------- | ------------------------ | ---- | ---- | ---- | ---- | ---- | ---- | ------- |
| Medalha de ouro   | Irving Saladino     | PAN Panamá               | 6.66 | 7.69 | 8.13 | X    | 6.74 | 8.28 | 8.28 m  |
| Medalha de prata  | Wilfredo Martínez   | CUB Cuba                 | 7.85 | 7.92 | 7.62 | 7.76 | 7.65 | X    | 7.92 m  |
| Medalha de bronze | Bashir Ramzy        | USA Estados Unidos       | X    | 7.54 | 7.61 | X    | 7.66 | 7.90 | 7.90 m  |
| 4                 | Iván Pedroso        | CUB Cuba                 | X    | X    | 7.82 | X    | 7.86 | X    | 7.86 m  |
| 5                 | Osborne Moxey       | BAH Bahamas              | 7.81 | 7.36 | 7.46 | 7.53 | 7.53 | 7.55 | 7.81 m  |
| 6                 | Carlos Rafael Jorge | DOM República Dominicana | 7.56 | 7.59 | 7.54 | 7.63 | 7.51 | 7.29 | 7.63 m  |
| 7                 | Hugo Chila          | ECU Equador              | 7.59 | X    | 7.30 | 7.42 | 7.60 | 7.44 | 7.60 m  |
| 8                 | Allen Simms         | PUR Porto Rico           | X    | X    | 7.55 | X    | X    | -    | 7.55 m  |
| 9                 | Louis Tristán       | PER Peru                 | 7.53 | 7.16 | X    |      |      |      | 7.53 m  |
| 10                | Erivaldo Vieira     | BRA Brasil               | 7.34 | 7.44 | X    |      |      |      | 7.44 m  |
| 11                | Rogério Bispo       | BRA Brasil               | X    | 7.26 | 7.44 |      |      |      | 7.44 m  |
| 12                | Jorge Mc Farlane    | PER Peru                 | 7.07 | 6.80 | 7.30 |      |      |      | 7.30 m  |